# Theodore Bikel

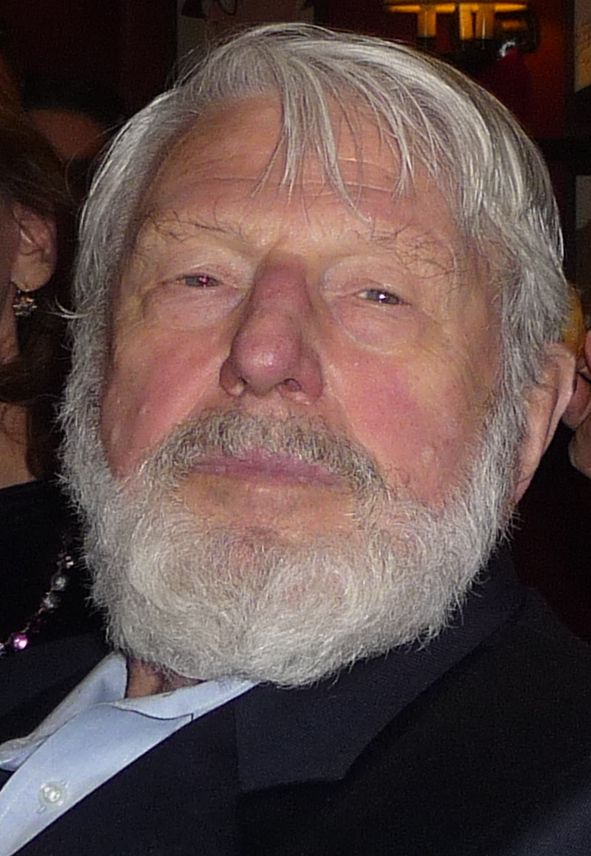
Theodore Bikel (2009)

Theodore Meir Bikel (* 2. Mai 1924 in Wien, Österreich; † 21. Juli 2015 in Los Angeles, Kalifornien) war ein US-amerikanischer Folksänger und Schauspieler österreichischer Herkunft. Bikels Karriere begann 1951 mit einer Nebenrolle in dem Filmklassiker African Queen. Er trat 1960 beim „Newport Folk Festival“ auf. Im Jahr 1977 wurde er ins National Council for the Arts aufgenommen. In Österreich geboren, lebte er in Israel, England und den Vereinigten Staaten und sprach sechs Sprachen. Bikel war Vizepräsident des American Jewish Congress.

## Leben

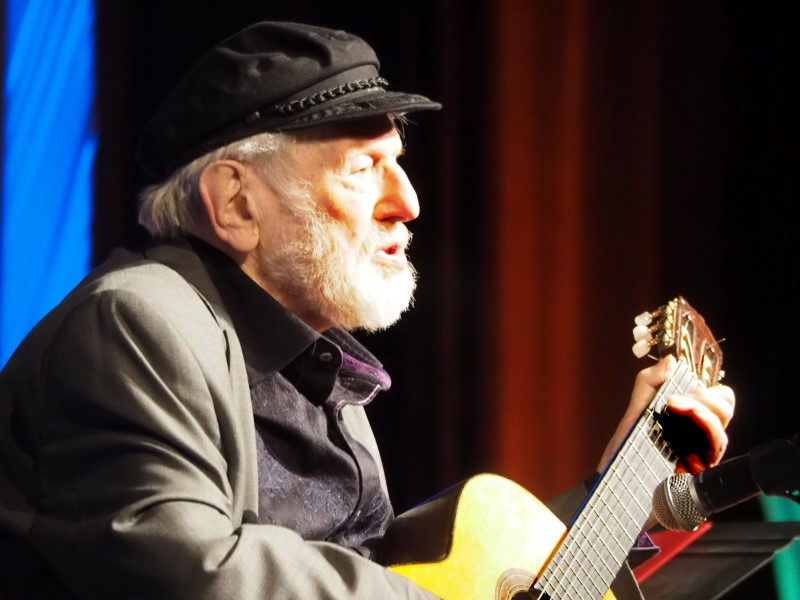
Theodore Bikel (November 2014)

Theodore Bikel musste wegen seiner jüdischen Herkunft mit seinem Vater Joseph und seiner Mutter Miriam (geb. Riegler) 1938 nach dem Anschluss Österreichs an Deutschland nach Palästina fliehen, wo sie britische Staatsbürger wurden. Bikel wollte Sprachen studieren und Lehrer werden und verdiente sich die Finanzierung dafür durch Arbeit in einem Kibbuz. Jedoch fühlte er sich immer zum Theater hingezogen und verließ den Kibbuz 1943, um am Habimah-Theater in Tel Aviv zu spielen. Später beteiligte Bikel mit vier weiteren Schauspieler an der Gründung des Tel Aviv Kameri Theater.
1946 verließ er Palästina, um an der Royal Academy of Dramatic Art in London zu studieren. In England entwickelte er ernsthaftes Interesse an Folk Music und dem Gitarrenspiel. 1947 wurde Sir Laurence Olivier auf Bikels schauspielerische Qualitäten aufmerksam, was ihm eine Rolle in der Londoner Produktion von Endstation Sehnsucht (A Streetcar Named Desire) einbrachte. In den frühen 1950er-Jahren begann Bikel in englischen und amerikanischen Spielfilmen russische Offiziere und deutsche Seeleute zu spielen. Seine Karriere begann mit einer Nebenrolle als deutscher Marineoffizier in John Hustons Filmklassiker African Queen (1951).
1955 zog er nach New York, der Beginn seiner Karriere in der Folk Music. Mitte der 1950er Jahre erhielt er einen Vertrag von Elektra Records und nahm 1955 jiddische, hebräische und russische Volkslieder auf. Er wurde mit Pete Seeger zum Mitbegründer des Newport Folk Festivals und trat 1960 dort selbst auf. Bikels Repertoire umfasste Songs aus Russland, Osteuropa und Israel. Er hatte in den Vereinigten Staaten hunderte von Auftritten, vom Rainbow & Stars in New York bis zum Boarding House in San Francisco, bereiste die Welt und trat in Neuseeland und ganz Europa auf. 1967 nahm er Songs of the Earth auf, A New Day für Reprise (1970) und A Taste of Passover (1998). Bikel spielte für die Plattenfirmen Elektra Records, Columbia Records, Reprise Records und Rounder Records.
Theodore Bikel führte all die Jahre seine Doppel-Karriere in Film und Folkmusik fort. Er spielte Nebenrollen in Filmen wie My Fair Lady (1964), Die Russen kommen! Die Russen kommen! (1966), Zweites Glück (1989) und Die Verschwörung im Schatten (1997). Bikel spielte allerlei Schurken; er verlieh den Figuren Tiefe, Charakter und bisweilen sympathische Eigenschaften. Er spielte den serbischen König in Moulin Rouge (1952) und einen deutschen U-Boot-Offizier in Duell im Atlantik (1957). Für seine Rolle als Sheriff Max Muller in Stanley Kramers Flucht in Ketten (1958) wurde er für den Oscar als Bester Nebendarsteller nominiert. 1963 wurde er beinahe für die Rolle des Auric Goldfinger im James-Bond-Film Goldfinger besetzt, letztlich erhielt aber Gert Fröbe die Rolle. Eine Hauptrolle spielte Bikel in dem 1971 erschienenen Musikfilm 200 Motels von Frank Zappa.
Auf der Bühne spielte Bikel beispielsweise in der Original-Broadway-Besetzung von The Sound of Music neben Mary Martin. Weitere Theaterrollen hatte er in Tonight in Samarkand, The Lark und The Rope Dancers. Theodore Bikel war ein Meister der Sprachen, Dialekte und Akzente: Er sprach sechs Sprachen und sang Folk-Songs in fast 20 Sprachen und begleitete sich dabei auf der Gitarre, Mandoline, Balalaika und Mundharmonika. Er trat regelmäßig in der 1960er-Folk-Music-TV-Show Hootenanny auf. 1995 erschien seine Autobiographie Theo, eine ergänzte Neuauflage folgte 2002. Seine letzte Filmrolle übernahm er 2007 in Der kleine Verräter, der Literaturverfilmung eines Romans von Amos Oz. Bis kurz vor seinem Tod absolvierte Bikel noch Auftritte als Sänger.
Auch auf politischem Gebiet wurde Bikel tätig. 1977 nahm Präsident Jimmy Carter Bikel ins National Council for the Arts auf, eine Position, die er bis 1982 beibehielt. Er war Präsident der Schauspielergewerkschaft Actors’ Equity Association und war bis zu seinem Tod Präsident der Associated Actors and Artistes of America; weiter engagierte er sich bei Americans for the Arts und im American Jewish Congress, dessen Vizepräsident er war. Der hochintelligente Bikel war auch Mitglied von Mensa International; in der Columbo-Folge Todessymphonie von 1977 spielte er einen hochbegabten Mörder, der trotz seiner Intelligenz von Columbo überführt wird.
Theodor Bikel war viermal verheiratet: Von 1942 bis zur Scheidung 1943 mit Ofra Ichilov, von 1967 bis zur Scheidung 2008 mit Rita Weinberg Call, von 2008 bis zu ihrem Tod 2012 mit Tamara Brooks und von 2013 bis zu seinem Tod im Juli 2015 mit Aimee Ginsburg. Aus zweiter Ehe hatte Bikel zwei Kinder.

## Filmografie (Auswahl)
- 1951: African Queen (The African Queen)
- 1952: Moulin Rouge
- 1953: Besiegter Haß (The Kidnappers)
- 1953: Es begann in Moskau (Never Let Me Go)
- 1953: Wiedersehen in Monte Carlo (Melba)
- 1954: Verraten (Betrayed)
- 1954: Das geteilte Herz (The Divided Heart)
- 1954: Verbotene Fracht (Forbidden Cargo)
- 1954: Die jungen Liebenden (The Young Lovers)
- 1955: X-Boote greifen an (Above Us the Waves)
- 1955: Im Schatten der Zitadelle (The Colditz Story)
- 1956: Flight from Vienna
- 1957: Duell im Atlantik (The Enemy Below)
- 1957: Stolz und Leidenschaft (The Pride and the Passion)
- 1957: Unter glühender Sonne (The Vintage)
- 1958: Flucht in Ketten (The Defiant Ones)
- 1958: Fräulein
- 1958: I Bury the Living
- 1958: Laßt mich leben (I Want to Live!)
- 1959: Hügel des Schreckens (The Angry Hills)
- 1959: Der blaue Engel (The Blue Angel)
- 1959: Ungebändigt (Woman Obsessed)
- 1959: Patrasche, mein kleiner Freund (A Dog of Flanders)
- 1964: My Fair Lady
- 1965: Die Verdammten der Kalahari (Sands of the Kalahari)
- 1966: Noon Wine (Fernsehfilm)
- 1966: Die Russen kommen! Die Russen kommen! (The Russians Are Coming the Russians Are Coming)
- 1968: Adieu, geliebter November (Sweet November)
- 1969: Ein Jahr als Robinson (My Side of the Mountain)
- 1970: McGee, der Tiger (Darker Than Amber)
- 1971: 200 Motels
- 1972: Wenn die Deiche brechen (The Little Ark)
- 1976: Unsere kleine Farm (Fernsehserie, 1 Folge)
- 1976: Unternehmen Entebbe (Victory at Entebbe, Fernsehfilm)
- 1977: Drei Engel für Charlie (Fernsehserie, Folge Der Doppelgänger)
- 1977: Columbo: Todessymphonie (The Bye-Bye Sky High IQ Murder Case, Fernsehreihe)
- 1982: Knight Rider (Fernsehserie, Folge 1x18 "Die Heliosnadel")
- 1982: Trapper John, M.D. (Fernsehserie, Folge 4x11 Ein diplomatischer Patient)
- 1982–1983: Another World (Fernsehserie)
- 1989: Hochhaus des Schreckens (Dark Tower)
- 1989: Zweites Glück (See You in the Morning)
- 1990: Raumschiff Enterprise – Das nächste Jahrhundert (Star Trek: The Next Generation, Fernsehserie, Folge 4x02 Family)
- 1991: Tod im Spiegel (Shattered)
- 1991: Mord ist ihr Hobby (Fernsehserie, eine Folge)
- 1991: Im Schatten der Macht (Memories of Midnight, Fernsehfilm)
- 1992: Crisis in the Kremlin
- 1993: Das Erbe der Zarentochter (My Family Treasure)
- 1993: Im Bann des Zweifels (Benefit of the Doubt)
- 1994: Babylon 5 (Fernsehserie, Folge 1x14 TKO)
- 1994: Law & Order Staffel 4 Folge 78
- 1997: Die Verschwörung im Schatten (Shadow Conspiracy)
- 1998: Trickle
- 1998: Babylon 5: Der erste Schritt (Babylon 5: In the Beginning, Fernsehfilm)
- 2002: Crime and Punishment – Du sollst nicht töten (Crime and Punishment)
- 2007: Der kleine Verräter (The Little Traitor)

## Interview
- „In der Mariahilferstraße hatten wir Nachbarn, die waren sehr nette und anständige Menschen“. In: Christian Cargnelli und Michael Omasta (Hrsg.): Aufbruch ins Ungewisse. Österreichische Filmschaffende in der Emigration vor 1945. Wespennest, Wien 1993, (Band 1) S. 163–173.

## Auszeichnungen und Ehrungen
- 1959: Oscar-Nominierung für The Defiant Ones (Flucht in Ketten)[4]
- 1992: Ehrendoktorat der Universität Hartford für Kunst
- 1997: Lifetime Achievement Award der National Foundation for Jewish Culture
- 2008: Goldener Rathausmann der Stadt Wien (27. November)[5]
- 2009: Österreichisches Ehrenkreuz für Wissenschaft und Kunst I. Klasse (15. November)[6]